# Bealeyia unicolor
Bealeyia unicolor är en spindelart som beskrevs av Forster och Norman I. Platnick 1985. Bealeyia unicolor ingår i släktet Bealeyia och familjen Orsolobidae. Inga underarter finns listade.